# Aristolochia petenensis
Aristolochia petenensis är en piprankeväxtart som beskrevs av Cyrus Longworth Lundell. Aristolochia petenensis ingår i släktet piprankor, och familjen piprankeväxter. Inga underarter finns listade i Catalogue of Life.